# Abidji
L'abidji  est une langue parlée au sud-est de la Côte d'Ivoire par le peuple du même nom. Elle appartient à la famille des langues kwa, sous-groupe lagunaire intérieur. 
Elle compte 2 dialectes : l’enyembe et l’ogbru, noms par lesquels se désignent eux-mêmes les membres de cette ethnie, le nom d’« Abidji » leur étant donné par les ethnies voisines.

## Villages
L'abidji est parlé dans ces villages:
| nom de village | nom natif (API)                                        |
| -------------- | ------------------------------------------------------ |
| Soukoukro      | sukwebi                                                |
| Badasso        | gbadatɛ                                                |
| Elibou         | elibu                                                  |
| Sahuyé         | sayjɛ                                                  |
| gomon          | goma                                                   |
| Yaobou         | jawebi; joabu ;djabõ ; nadja côtôcô ; Amougbroussandou |
| Sikensi        | sikãsi                                                 |
| Bécédi         | besedi                                                 |
| Brafoueby      | brafwebi                                               |
| Bakanou A, B   | gbakamɔ̃                                                |
| Katadji        | kalaɟi                                                 |
| Abiéhou        | abjeu                                                  |
| Akakro         | akabi                                                  |
| Ahimangbo      | emãgbo                                                 |
| Akoungou       | akpũmbu                                                |

## Écriture
L’abidji est écrit avec l’alphabet latin, utilisant les graphèmes de l’orthographe pratique des langues ivoiriennes (OPLI).
| Majuscules          | Majuscules | Majuscules | Majuscules | Majuscules | Majuscules | Majuscules | Majuscules | Majuscules | Majuscules | Majuscules | Majuscules | Majuscules | Majuscules | Majuscules | Majuscules | Majuscules | Majuscules | Majuscules | Majuscules | Majuscules | Majuscules | Majuscules | Majuscules | Majuscules | Majuscules | Majuscules | Majuscules | Majuscules |
| ------------------- | ---------- | ---------- | ---------- | ---------- | ---------- | ---------- | ---------- | ---------- | ---------- | ---------- | ---------- | ---------- | ---------- | ---------- | ---------- | ---------- | ---------- | ---------- | ---------- | ---------- | ---------- | ---------- | ---------- | ---------- | ---------- | ---------- | ---------- | ---------- |
| A                   | B          | C          | D          | E          | Ɛ          | F          | G          | Gb         | J          | I          | Ɩ          | K          | Kp         | L          | M          | N          | Ny         | O          | Ɔ          | P          | R          | S          | T          | U          | Ʋ          | W          | Y          | ʔ          |
| Minuscules          |            |            |            |            |            |            |            |            |            |            |            |            |            |            |            |            |            |            |            |            |            |            |            |            |            |            |            |            |
| a                   | b          | c          | d          | e          | ɛ          | f          | g          | gb         | j          | i          | ɩ          | k          | kp         | l          | m          | n          | ny         | o          | ɔ          | p          | r          | s          | t          | u          | ʋ          | w          | y          | ʔ          |
| Valeurs phonétiques |            |            |            |            |            |            |            |            |            |            |            |            |            |            |            |            |            |            |            |            |            |            |            |            |            |            |            |            |
| /a/                 | /b/        | /tc/       | /d/        | /e/        | /ɛ/        | /f/        | /ɡ/        | /ɡ͡b/       | /dɟ/       | /i/        | /ɪ/        | /k/        | /k͡p/       | /l/        | /m/        | /n/        | /ɲ/        | /o/        | /ɔ/        | /p/        | /r/        | /s/        | /t/        | /u/        | /ʊ/        | /w/        | /j/        | /ʔ/        |

Les voyelles nasalisées sont écrites avec ‹ n › (‹ m › devant ‹ p › et ‹ b ›) : ‹ an, en, ɛn, in, on, ɔn, un, ʊn ou ʋn, ɩn ›.

## Phonologie
La phonologie de l'abidji se caractérise par l'harmonie vocalique : les neuf voyelles sont divisées en deux séries, suivant la position de la racine de la langue.
Les voyelles /i, e, u, o/ sont dites avancées car prononcées avec la racine de la langue vers l'avant de la bouche.
Les voyelles /ɩ, ɛ, ʋ, ɔ/ sont dites rétractées car prononcées avec la racine de la langue vers l'arrière de la bouche.
La voyelle /a/ se comporte dans les verbes comme une voyelle rétractée, mais dans les noms, elle peut apparaître aussi bien avec des voyelles avancées que rétractées, ex. : atingbre "piste", abrɛbɛ "ananas".
Toutes les voyelles d'un même mot appartiennent soit à l'une, soit à l'autre des deux séries : yɔfʋ "aimer", kikeu "secouer".
Chacune des neuf voyelles peut être nasalisée.
D'autre part, la langue ne présente que des syllabes ouvertes, la seule exception étant la première syllabe du mot darsɛ "marmite en métal", probablement un mot d'emprunt.
L'abidji est une langue tonale, c'est-à-dire que la hauteur musicale de chaque syllabe joue un rôle dans le sens des mots ou de la forme conjuguée du verbe. Il existe deux tons phonémiques : le ton haut (H) et le ton bas (B), qui peuvent s'attacher à une seule ou à deux voyelle(s), ex. :
kpan (H)  "tout", kpan (HB) "être humain".

## Grammaire
Le point le plus remarquable de la grammaire de l'abidji est son système verbal, très régulier. Il comporte quatre groupes de verbes qui se distinguent par la combinaison de leurs schémas syllabique et tonal.
Le groupe 1 est celui des verbes à base monosyllabique dont la base ne peut porter de tons modulés, ex. mɩkan "je dis" (ton B.H).
Le groupe 2 est celui des verbes à base monosyllabique dont la base porte un ton modulé, ex. mɩkan "j'ai" (ton B.HB).
Le groupe 3 est celui des verbes à base polysyllabique dont chaque syllabe ne peut porter qu'un seul ton, ex. mubutu "je demande"  (ton B.H.B).
Le groupe 4 ne comporte que cinq verbes très courants ("aller, venir, manger, mourir, combattre") dont la base verbale présente une alternance entre une séquence hV, une séquence VV et une séquence ʔVVV, suivant l'aspect/temps auquel le verbe est conjugué, ex. mehi "je viens", mie "je suis venu", ʔieu "venir (infinitif)".

## Lexique
Lexique des deux dialectes abidji (ejẽmbe et ogbru):
| français        | abidji (ejẽmbe)  | adidji (ogbru)              |
| --------------- | ---------------- | --------------------------- |
| abeille         | alãnɟa           | ɔlɔ̃nɟa                      |
| aboyer          | lubu             | nɛgbɛ                       |
| aiguille        | ãfjɔr            | afofjɔru                    |
| aire de séchage | beta             | gbeta                       |
| allumette       | kpasẽ            | tɛpe                        |
| ami             | amwã             | ɔmɔ̃                         |
| ananas          | abɛbrɛ           | abrobɛ                      |
| animal          | onjɛ             | n̥njɛ                        |
| attendre        | kpɔ              | kpɔ̃                         |
| aujourd'hui     | amnɔ̃             | amrɛ̃                        |
| bagarre         | m̥be              | m̥me                         |
| balai (cour)    | tẽfɔ             | tɔ̃fɔ̃                        |
| balai (chambre) | kparuwe          | ɓawre                       |
| bâtir           | rɔ               | lɛ                          |
| boue            | kɔdɔgɔ           | kɔdɔgɔ̃                      |
| cadavre         | gwɛ̃tɛ            | ãẽte                        |
| caleçon         | jɔmkoto          | jamkoto                     |
| canne           | kpama            | kpamã                       |
| cauri           | n̥srowa           | n̥zrowa                      |
| chant           | eɟi              | edʒi                        |
| chapeau         | kile             | kre                         |
| chasse-mouche   | sajɛ             | sãẽ                         |
| chat            | ɟiɟra            | ɟiɟraɔ̃; afana               |
| chaud           | ɛt'e             | ɛtsẽ                        |
| chèvre          | ŋ̥hi-ji           | ŋhɛ̃                         |
| citron          | lɛkpɛ̃            | ɓɛnɛ̃                        |
| cœur            | lubolɔwɛ         | lubwolɛ                     |
| concession      | lukpomõ          | lukpohũ                     |
| corbeau         | jebrekpɔ̃ɔ̃        | jeblekpɔmɛ̃                  |
| courir          | jene             | dwe / due                   |
| couteau         | bajiremi         | bajirumi; akrabo            |
| crapaud         | dɔntrɔ           | trɔntrɔ                     |
| danser          | bu               | bu-sɟi                      |
| dent            | ɛɲi              | eɲẽ                         |
| donner          | to               | tɔ                          |
| dos             | ge               | gẽ                          |
| droite          | kpese-bɔ         | kpɛsɛ-bɔ                    |
| entrer          | hɔ               | wɔ                          |
| éponge          | bela             | bla                         |
| épouse          | ji               | ju                          |
| épouser         | hɔ̃               | wã                          |
| époux           | hɛ               | he                          |
| étendre         |                  | pɛ (têŋge = traîner)        |
| fumer           | bɛ ... je        | bɔ ... je                   |
| fourmi          |                  | mĩndere                     |
| fumée           | minegbe          | mregbe                      |
| gendre          | misja            | mesja                       |
| gombo           | aɟowɛ            | adʒwɛ                       |
| goyave          |                  | gbjãsɔ                      |
| grenouille      | abjam(ɔ̃)         | abajamɔ                     |
| gros            |                  | lɔkpɔ                       |
| humide          | plɔ              | pɔtɔ                        |
| intestins       | rɔwɔwɛ           | rɔrɔcɛ                      |
| joue            | rɛkpɛ            | sɛkpɛ                       |
| lourd           | li               | lɛhẽ                        |
| lune            | ŋwɔ̃              | hwɔ̃                         |
| mâcher          | tɔ               | ta                          |
| machette        | akrabɔ           | bese                        |
| mais            | dodo             | ɔkɔ̃mɔ̃nɔ̃                     |
| maison          | kã               | kõ                          |
| manger          | he               | ɛ/e                         |
| médicament      | rɛkpa            | lɔkpa                       |
| menton          | hõhɔ             | hõhɔ̃                        |
| montre          | nɔ̃               | nɛ̃                          |
| mortier         | lufũ             | lufu                        |
| nœud            | sãŋgɔtɔ          | sãŋgoto; logbo              |
| œil             | nɔ̃nɔ̃wɛ           | nɛ-sɛ̃                       |
| oiseau          | rɔwarɔ           | lowarɛ                      |
| palmier raphia  | ŋ̥ko-t'i          | ŋkwe-t'i                    |
| perdu           | la ... kpɛ       | nepu                        |
| petit           | tekre            | tekrae                      |
| piste           | atẽŋgbre         | atĩŋgbre                    |
| pleurer         | to-moto          | to-mite                     |
| poisson         | sĩje             | sije                        |
| prendre         | co               | tʃo                         |
| prix            | ɛno              | ɛnnɛ                        |
| queue           | nihyĩ            | lĩ                          |
| regarder        | deke             | leke                        |
| région          | mãje             | mãɛ̃ (monde)                 |
| repas           | m̥bɔ              | m̥bwɔ                        |
| scorpion        | sãŋgrãji         | kãŋgabedi                   |
| sel             | muhu             | muwu                        |
| silure          | ɟemne            | ɟemre                       |
| souris          | lɔkp             | lɔkpõ                       |
| taro            | aɟipu            | abjake                      |
| termite         | n̥ce (termitière) | m̥fɔ                         |
| terre           | wɔtɔ             | wete                        |
| tomber          | pe               | pɔ                          |
| tortue          | ɛdeke            | lu-kpokpo (mort - brusque?) |
| vache           | dẽ               | gũ                          |
| vent            | lɛfã             | lɔfã                        |
| village         | ebi              | obu                         |
| deux            | ãnɔ̃              | ɔɲɔ̃                         |
| quatre          | ãla              | ãnda                        |
| neuf            | nɛmbrɛ           | nɔ̃mbrɔ̃                      |
| dix             | n̥djɔ             | n̥sjɔ̃                        |

### Noms
Noms choisis:
| français     | sg.      | pl.       |
| ------------ | -------- | --------- |
| homme        | kpã      | akpã      |
| femme        | ju       | oju       |
| enfant       | lɔbɔle   | ɔmrɔbɔ    |
| bébé         | ɛwɔ      | e[s]wɔ    |
| homme (mêle) | kpese    | ɛkpese    |
| vieillard    | kpẽŋkprɛ | akpãŋkprɛ |
| poisson      | sĩje     | sĩjekpã   |
| corde        | be       | bakpã     |
| chien        | adwa     | adwakpã   |